# Phytoecia valentiae
Phytoecia valentiae – gatunek chrząszcza z rodziny kózkowatych i podrodziny zgrzypikowych (Lamiinae).
Gatunek ten opisany został w 2010 roku przez Jurija E. Skryl´nika na podstawie parki odłowionej w 2009 roku.
Chrząszcz o ciele długości od 11,5 do 12 mm, ubarwionym czarno i porośniętym dwoma rodzajami włosków: długimi i sterczącymi oraz krótkimi i położonymi. Czułki samca są nieco krótsze od ciała, u samicy zaś sięgają tylko do ¾ długości pokryw. Ku wierzchołkom czułki są wyraźnie poszerzone. Przedplecze jest poprzeczne, po bokach punktowane gęsto, pośrodku nieregularnie, a z przodu rzadziej. Pomiędzy bardzo słabo zaznaczonymi nabrzmiałościami bocznymi przedplecza znajdują się dwie okrągłe kropki i podłużne pólko. Pokrywy samca zwężają się stopniowo ku tyłowi, a samicy mają prawie równoległe boki. Ostatni sternit odwłoka u samca ma ścięty wierzchołek, a u samicy jest szeroko wykrojony.
Owad znany wyłącznie z prowincji Bamian w środkowym Afganistanie. Zasiedla wysokogórskie środowiska półpustynne. Imagines poławiano w czerwcu i lipcu na wysokościach 2900–3200 m n.p.m.